# جان سی اندرسون
جان سی اندرسون (انگلیسی: John C. Anderson؛ زادهٔ ۱۹۷۵ (۴۹–۵۰ سال)) سیاست‌مدار و وکیل اهل ایالات متحده آمریکا است.